# الفن في دبي
الفن في دبي هو نشاط بارز في دبي، الإمارات العربية المتحدة. ازداد عدد المعارض الجديدة مثل Carbon 12 Dubai ،  والمعارض الفنية والفنانين ورواد الفن وجامعي التحف.

## المعارض الفنية
تستضيف دبي العديد من المعارض الفنية الدولية، بما في ذلك آرت دبي  ومعرض سكة الفني. يقام آرت دبي في شهر مارس من كل عام في مدينة جميرا. كان أول معرض للفن المعاصر في البلاد. عام 2009 شهد استضافة ما يقرب من سبعين معرضًا فنياً من الشرق الأوسط وآسيا وأوروبا وأمريكا الشمالية والجنوبية وشمال إفريقيا وأستراليا. بالإضافة إلى ذلك، تم إطلاق مشاريع الفنانين، بما في ذلك إطلاق جائزة مجموعة أبراج الفنية والمنتدى العالمي للفنون.

## وسائل الإعلام
تغطي المجلات والأفلام والراديو وعبر الإنترنت الفنون في دبي والمنطقة المحيطة بها في الخليج والشرق الأوسط.

### المجلات
- فيجن هي مجلة مقرها دبي تعرض منظور دبي للفن والموسيقى والثقافة والأعمال والحياة في الإمارة.[4]
- Brownbook ، ومقره في دبي، هو دليل لنمط الحياة الحضري يركز على الفن والتصميم والسفر عبر الشرق الأوسط وشمال إفريقيا.[5]
- كانفس هي مجلة دولية نصف شهرية مخصصة للفن والثقافة من الشرق الأوسط والعالم العربي.[6]
- يغطي " بدون" الفن والثقافة من الشرق الأوسط.[7]
- تم إطلاق هاربر بازار العربية في أوائل عام 2012 وأصبحت الآن نصف شهرية مخصصه للفن المعاصر من الشرق الأوسط والعالم العربي.
- ممارسات الفن المعاصر هي مجلة أخرى.[8]
- مجلة Selections عبارة عن مجلة نصف شهرية من الفنون والثقافة والتصميم والأسلوب من العالم العربي وما وراءه.[9]

### فيلم
غبار غليتر : البحث عن الفن في دبي هو فيلم وثائقي للمخرجة كاتي تشانغ عن التكامل الثقافي والهجرة من خلال عدسة المشهد الفني في دبي. والفيلم يصور فنانين من دبي شقيق عربي، فيفيك بريماشاندران وحازم مهدي، مع تعليق من مؤرخ الفن مارسيلو ليما وآخرين.

### الراديو
يغطي برنامج The Edge الإذاعي الأسبوعي لسيوبهان ليدون، دبي آي 103.8، الفن والثقافة والهندسة المعمارية والتصميم والموسيقى العالمية والكتب والمسرح وما إلى ذلك، في المنطقة وعلى الصعيد الدولي.

### عبر الإنترنت
تظهر عدد من المعارض الفنية على الإنترنت في دبي حيث يتنافس رواد الأعمال في الإمارة على جامعين جدد في سوق التعامل الفني المربح.

## روابط خارجية
- أيام التصميم في دبي
- بريق الغبار
- آرت دبي 2013 - القائمة الرسمية لفعاليات دبي